# Coleophora guadicensis
Coleophora guadicensis é uma espécie de mariposa do gênero Coleophora pertencente à família Coleophoridae.